# Hartwell (Missouri)
Hartwell è un census-designated place (CDP) della contea di Henry, Missouri, Stati Uniti. La popolazione era di 16 abitanti al censimento del 2010.

## Geografia fisica
Secondo lo United States Census Bureau, ha un'area totale di 0,47 mi² (1,22 km²).

## Storia
Un ufficio postale chiamato Hartwell fu istituito nel 1887 e rimase in funzione fino al 1968. Il villaggio prende il nome da un funzionario della ferrovia. Hartwell fu disincorporata nel 1995.

## Società

### Evoluzione demografica
Secondo il censimento del 2010, la popolazione era di 16 abitanti.

### Etnie e minoranze straniere
Secondo il censimento del 2010, la composizione etnica del CDP era formata dal 100,0% di bianchi, lo 0,0% di afroamericani, lo 0,0% di nativi americani, lo 0,0% di asiatici, lo 0,0% di oceaniani, lo 0,0% di altre razze, e lo 0,0% di due o più etnie. Ispanici o latinos di qualunque razza erano lo 0,0% della popolazione.